# Гандбол на летних Олимпийских играх 2004
Соревнования по гандболу на летних Олимпийских играх 2004 года проходили с 14 по 24 и с 26 по 29 августа с участием 12 мужских и 10 женских команд. Групповой этап проводился в центре гандбола и тхэквондо в Палеон-Фалироне, финальные соревнования — в крытом зале в Олимпийском комплексе в Элиниконе.

## Призёры
|         | Золото | Серебро | Бронза |
| Мужчины | Хорватия Ивано Балич Игор Вори Драго Вукович Славко Голужа Мирза Джомба Давор Доминикович Ведран Зрнич Никша Калеб Блаженко Лацкович Веньо Лосерт Вальтер Матошевич Петар Метличич Владо Шола Денис Шполярич Горан Шпрем         | Германия Франк фон Берен Маркус Баур Марк Драгунски Ян Олаф Иммель Флориан Керман Штефан Кретчмар Клаус-Дитер Петерсен Кристиан Рамота Хеннинг Фриц Паскаль Хенс Кристиан Цайц Фолькер Цербе Кристиан Шварцер Даниэль Штефан Торстен Янсен | Россия Павел Башкин Александр Горбатиков Вячеслав Горпишин Виталий Иванов Эдуард Кокшаров Алексей Костыгов Денис Кривошлыков Василий Кудинов Олег Кулешов Андрей Лавров Сергей Погорелов Алексей Растворцев Дмитрий Торгованов Александр Тучкин Михаил Чипурин |
| Женщины | Дания Кристин Андерсен Карен Брёсгор Метте Вестергор Лине Даугор Трин Йенсен Рикке Йоргенсен Лотте Кьярскоу Хенриетте Миккельсен Карин Мортенсен Луизе Нёргор Рикке Сков Камилла Томсен Жозефин Турей Катрин Фрюлунд Рикке Шмидт | Республика Корея У Сŏнхи Ким Хён-ок Ким Чхаён Ли Гонджу Ли Сан-ын Лим Огёнъ Мун Гёнъха Мун Пхильхи Мёнъ Бокхи О Сŏнъок О Ёнъран Хŏ Сун-ёнъ Хŏ Ёнъсук Чхве Имчŏнъ Чанъ Сонхи                                                                | Украина Наталья Борисенко Анастасия Бородина Анна Бурмистрова Марина Вергелюк Ирина Гончарова Лариса Заспа Наталья Ляпина Галина Маркушевская Елена Радченко Оксана Райхель Анна Сюкало Елена Цыгица Людмила Шевченко Татьяна Шинкаренко Елена Яценко          |